# Shorttrack-Weltmeisterschaften 2002
Die Shorttrack-Weltmeisterschaften 2002 fanden vom 5. bis 7. April 2002 in Montreal statt. Ausrichter war die Internationale Eislaufunion (ISU).
Insgesamt wurden zwölf Wettbewerbe ausgetragen. Es gab, jeweils für Frauen und Männer, einen Mehrkampf sowie Einzelrennen über 500, 1000 und 1500 Meter. Die acht in der Mehrkampfwertung am besten platzierten Läufer nach diesen drei Strecken traten außerdem über 3000 Meter an. Zusätzlich gab es Staffelwettbewerbe, bei den Frauen über 3000 Meter und bei den Männern über 5000 Meter.
In den Mehrkampf flossen die erzielten Ergebnisse über die vier Einzelstrecken ein. Der Erstplatzierte in einem Einzelrennen bekam 34 Punkte, der Zweite 21, der Dritte 13, der Vierte acht, der Fünfte fünf, der Sechste drei, der Siebte zwei und der Achte einen. Allerdings wurden nur Punkte vergeben, wenn der Läufer das Finale erreichte. Bei einer Disqualifikation wurden keine Punkte zuerkannt. Die Addition der erzielten Punkte eines Läufers ergab das Endklassement im Mehrkampf.

## Ergebnisse

### Frauen

#### Mehrkampf
| Rang | Name                |
| ---- | ------------------- |
| 1.   | Yang Yang (A)       |
| 2.   | Ko Gi-Hyun          |
| 3.   | Ewgenija Radanowa   |
| 4.   | Choi Eun-kyung      |
| 5.   | Amélie Goulet-Nadon |
| 6.   | Wang Chunlu         |
| 7.   | Marie-Eve Drolet    |
| 8.   | Liu Xiaoying        |

#### 500 Meter
| Rang | Name              |
| ---- | ----------------- |
| 1.   | Yang Yang (A)     |
| 2.   | Ewgenija Radanowa |
| 3.   | Wang Chunlu       |
| 4.   | Ko Gi-Hyun        |

#### 1000 Meter
| Rang | Name              |
| ---- | ----------------- |
| 1.   | Yang Yang (A)     |
| 2.   | Ko Gi-Hyun        |
| 3.   | Ewgenija Radanowa |
| 4.   | Choi Eun-kyung    |

#### 1500 Meter
| Rang | Name                |
| ---- | ------------------- |
| 1.   | Yang Yang (A)       |
| 2.   | Ko Gi-Hyun          |
| 3.   | Amélie Goulet-Nadon |
| 4.   | Marie-Eve Drolet    |
| 5.   | Choi Eun-kyung      |
| 6.   | Liu Xiaoying        |

#### 3000 Meter Superfinale
| Rang | Name                |
| ---- | ------------------- |
| 1.   | Choi Eun-kyung      |
| 2.   | Ewgenija Radanowa   |
| 3.   | Ko Gi-Hyun          |
| 4.   | Amélie Goulet-Nadon |
| 5.   | Marie-Eve Drolet    |
| 6.   | Yang Yang (A)       |
| 7.   | Wang Chunlu         |

#### 3000 Meter Staffel
| Rang | Name                                                                                              |
| ---- | ------------------------------------------------------------------------------------------------- |
| 1.   | SüdkoreaKo Gi-Hyun Choi Eun-Kyung Joo Min-Jin Choi Min-Jyung Park Hye-Won                         |
| 2.   | Volksrepublik ChinaWang Chunlu Fu Tianyu Wang Wei Yang Yang (A) Liu Xiaoying                      |
| 3.   | KanadaTania Vicent Marie-Ève Drolet Annie Perreault Amélie Goulet-Nadon                           |
| 4.   | BulgarienMarina Georgiewa-Nikolowa Ewgenija Radanowa Anna Krastewa Daniela Wlaewa Kristina Wutewa |

### Männer

#### Mehrkampf
| Rang | Name               |
| ---- | ------------------ |
| 1.   | Kim Dong-sung      |
| 2.   | Ahn Hyun-soo       |
| 3.   | Fabio Carta        |
| 4.   | Jonathan Guilmette |
| 5.   | Rusty Smith        |
| 6.   | Eric Bedard        |
| 7.   | Mathieu Turcotte   |
| 8.   | Ron Biondi         |

#### 500 Meter
| Rang | Name          |
| ---- | ------------- |
| 1.   | Kim Dong-sung |
| 2.   | Fabio Carta   |
| 3.   | Ron Biondi    |
| 4.   | Rusty Smith   |

#### 1000 Meter
| Rang | Name             |
| ---- | ---------------- |
| 1.   | Kim Dong-sung    |
| 2.   | Ahn Hyun-soo     |
| 3.   | Eric Bedard      |
| 4.   | Mathieu Turcotte |

#### 1500 Meter
| Rang | Name               |
| ---- | ------------------ |
| 1.   | Kim Dong-sung      |
| 2.   | Jonathan Guilmette |
| 3.   | Rusty Smith        |
| 4.   | Eric Bedard        |
| 5.   | Lee Seung-jae      |
| 6.   | Bruno Loscos       |

#### 3000 Meter Superfinale
| Rang | Name               |
| ---- | ------------------ |
| 1.   | Kim Dong-sung      |
| 2.   | Ahn Hyun-soo       |
| 3.   | Fabio Carta        |
| 4.   | Mathieu Turcotte   |
| 5.   | Jonathan Guilmette |
| 6.   | Rusty Smith        |
| 7.   | Ron Biondi         |
| 8.   | Eric Bedard        |

#### 5000 Meter Staffel
| Rang | Name                                                                                   |
| ---- | -------------------------------------------------------------------------------------- |
| 1.   | SüdkoreaAn Jung-hyun Oh Se-jong Lee Seung-jae Ahn Hyun-soo Kim Dong-sung               |
| 2.   | KanadaJean-François Tremblay Jonathan Guilmette Mathieu Turcotte Éric Bédard           |
| 3.   | Volksrepublik ChinaGuo Wei Li Ye Li Jiajun Li Haonan Liu Yingbao                       |
| 4.   | ItalienFabio Carta Michele Antonioli Nicola Rodigari Nicola Franceschina Michele Ponti |

## Medaillenspiegel
| Rang   | Nation              | Gold | Silber | Bronze | Gesamt |
| ------ | ------------------- | ---- | ------ | ------ | ------ |
| 1      | Südkorea            | 8    | 6      | 1      | 15     |
| 2      | Volksrepublik China | 4    | 1      | 2      | 7      |
| 3      | Kanada              | –    | 2      | 3      | 5      |
| 4      | Bulgarien           | –    | 2      | 2      | 4      |
| 5      | Italien             | –    | 1      | 2      | 3      |
| 6      | Vereinigte Staaten  | –    | –      | 2      | 2      |
| Gesamt | Gesamt              | 12   | 12     | 12     | 36     |